# 今井公太郎
今井 公太郎（いまい こうたろう、1967年 - ）は、日本の建築家。東京大学生産技術研究所教授。専門は建築計画、都市解析。兵庫県生まれ。

## 略歴
- 1990年 京都大学工学部建築学科卒業
- 1992年 東京大学大学院工学系研究科建築学専攻修士課程修了（原広司に師事）
- 2007年 東京大学生産技術研究所講師
- 2010年
  - 3月 東京大学工学博士。論文の題は「障害付ボロノイ図を用いた施設の圏域策定と最適配置に関する研究」[1]。
  - 東京大学生産技術研究所准教授
- 2013年 東京大学生産技術研究所空間システム工学専攻教授

## 建築
- HOUSE⊃ (2001)
- ダブル・スクエア (2003)
- カサオカ・ラウンジ (2004)
- 4volumes (2005)
- 東京大学生産技術研究所 アニヴァーサリーホール (2013)
- 東京大学生産技術研究所 千葉実験所 研究実験棟 I (2017)
- ３Dプリントによる仕口を用いたセルフビルド実験住宅 PENTA（2018〜）
- 目白台インターナショナル・ビレッジ（2019）
- 伊豆市津波避難複合施設 テラッセ オレンジ トイ（2024）

## 著作
- 『建築のデザイン・コンセプト』（共著/彰国社/2013年)
- 『14歳からのケンチク学』（共著/彰国社/2015年)
- 『建築の言語　ヴィジュアル版建築入門5』（共著/彰国社/2002年）
- 『挑発するマテリアリティ』（共著/鹿島出版会//1999年）
- 『20世紀建築研究』 (共著/INAX出版/1998年)

## 外部サイト
- 今井公太郎 研究室 web site